# Иоад
Иоа́д (X век до н. э.) — принятое в Православной церкви имя ветхозаветного пророка, о котором повествуется в 13-й главе Третьей книге Царств. Также называется иногда именем Иоиль (не путать с Иоилем — одним из 12-ти малых пророков). В самом библейском тексте по имени не называется, а именуется человеком Божиим (греч. ἄνθρωπος τοῦ θεοῦ).
В Житиях святых, составленных свт. Димитрием Ростовским, указано, что пророк Иоад происходил из Самарии. Однако в Ветхом Завете указаний на это нет.

## Библейский рассказ
Пророк был послан Господом из Иудеи в Вефиль, чтобы обличить израильского царя Иеровоама I за то, что он совратил свой народ в идолопоклонство. Иоад явился к Иеровоаму, когда тот совершал жертвоприношение у языческого жертвенника, и произнёс пророчество. Царь попытался дать рукой знак охране, чтобы пророка схватили, но рука внезапно стала сухой. Царь обратился к Иоаду с просьбой помолиться Богу об исцелении руки и по его молитве получил исцеление. Посылая пророка к Иеровоаму, Господь заповедал пророку: «Не ешь там хлеба и не пей воды и не возвращайся тою дорогою, которою ты шёл» (3Цар. 13:9). Поэтому он отказался принимать пищу и питьё в доме царя, а также от предложенного подарка. Однако, возвращаясь обратно другой дорогой, ослушался заповеди и вкусил пищи, предложенной ему неким пророком-старцем, который жил в Вефиле (у Димитрия Ростовского назван по имени Емве). За это Иоад был умерщвлён львом, но тело его осталось нетронутым и было погребено соблазнившим его пророком вблизи своего жилища.

## Память
День памяти пророка Иоада Русская Православная Церковь отмечает 12 апреля (30 марта по старому стилю).